# James Folsom, Jr.
Pour les articles homonymes, voir James Folsom.
James Elisha Folsom, Jr., né le 14 mai 1949, est un homme politique démocrate américain. Il est gouverneur de l'Alabama entre 1993 et 1995.

## Biographie
Il est le fils de James Folsom Sr., également gouverneur, dans les années 1940 et 1950.

## Sources
- (en) Cet article est partiellement ou en totalité issu de l’article de Wikipédia en anglais intitulé « Jim Folsom, Jr. » (voir la liste des auteurs).